# Lubuk Bunut
Lubuk Bunut is een bestuurslaag in het regentschap Padang Lawas van de provincie Noord-Sumatra, Indonesië. Lubuk Bunut telt 3590 inwoners (volkstelling 2010).